# 黃金年代
《黃金年代》是中華電視公司監製及首播的歌唱綜藝節目，孔鏘大樂隊伴奏，2018年9月13日錄影，華視主頻於2018年10月7日首播。

## 主持人
- 第一季：余天、王彩樺（2018年10月7日－2019年1月13日、2019年3月17日－2019年4月21日）
- 第二季：李亞萍、王彩樺（2019年2月3日－2019年3月10日）
- 第三季：王彩樺、許富凱、沈文程（2019年5月26日－2021年1月3日）
- 第四季：王彩樺、黃鐙輝[1]、沈文程（2021年1月17日－2021年9月12日）

## 環節
主持人演唱經典歌曲
黃金年代藝人採訪
邀請經典時期的藝人（或現代的藝人）上台演唱成名曲
黃金廣播劇
由沈文程（第89-104集由許富凱）所主持，並由王彩樺和許富凱（第89-104集由沈文程接手，但都短暫演出)與其他藝人共同演出，詮釋經典時期曲子的故事，最後由沈文程（第89-104集由許富凱）（有時會有合唱或其他人）演唱該歌曲作為結束，少數集數因為採訪過長會取消此環節。
短劇
少數集數不播放黃金廣播劇，改播短劇，以詼諧的劇情談論時事。

## 播出時間
| 頻道     | 所在地 | 播映日期                      | 播出時間         |
| -------- | ------ | ----------------------------- | ---------------- |
| 華視主頻 | 臺灣   | 2018年10月7日－2018年11月25日 | 週日 21:00-22:30 |
| 華視主頻 | 臺灣   | 2018年12月2日－2019年5月26日  | 週日 20:00-21:30 |
| 華視主頻 | 臺灣   | 2019年6月2日－2021年9月12日   | 週日 20:00-21:00 |
| 華視主頻 | 臺灣   | 2019年2月4日（過年特別節目）  | 週一 20:00-21:30 |

## 外部連結
- 官方网站 （正体中文）
- 黃金年代的Facebook專頁
- YouTube上的【完整版】黃金年代播放列表—華視綜藝頻道

| 臺灣 華視主頻 週日 21:00-22:30 | 臺灣 華視主頻 週日 21:00-22:30             | 臺灣 華視主頻 週日 21:00-22:30 |
| ------------------------------ | ------------------------------------------ | ------------------------------ |
|                                | 黃金年代 （2018年10月7日－2018年11月25日） |                                |
| —                              | —                                          |                                |
| 週日 20:00-21:30               |                                            |                                |
| —                              | 黃金年代 （2018年12月2日－2019年5月26日）  | —                              |
| 週日 20:00-21:00               |                                            |                                |
| —                              | 黃金年代 （2019年6月2日－ 2021年9月12日）  | 無神之地不下雨精華版           |
| 週一 20:00-21:30               |                                            |                                |
| —                              | 黃金年代過年特別節目 （2019年2月4日）      | —                              |